# Albert I. Belgijski
Albert I. Belgijski, belgijski kralj, * 8. april 1875, Bruselj, Belgija, † 17. februar 1934, Marche-les-Dames.
Na belgijski prestol je prišel leta 1909, v politično nemirnih časih pred izbruhom prve svetovne vojne. Uspelo mu je doseči politični konsenz za okrepitev belgijske vojske, poleti 1914 pa je obnovil tudi dogovore o nevtralnosti Belgije s Francijo in z Nemčijo. Nemčija je 2. avgusta 1914 kljub temu napadla Belgijo. Albert I. je takoj prevzel poveljstvo nad belgijskimi silami, a so Nemci kmalu zavzeli celotno Belgijo razen jugozahodnega dela Flandrije. Tam je zdržal z vojsko do začetka splošne zavezniške ofenzive in 22. novembra 1918 na čelu skupnih francosko-belgijskih sil zmagoslavno vkorakal v Bruselj.
Po vojni se je ukvarjal z obnovo dežele, ki je bila uničena med nemško okupacijo. Umrl je leta 1934, ko se je smrtno ponesrečil med plezanjem v Ardenih.